# Idiom Neutral
 (avril 2009).
Si vous disposez d'ouvrages ou d'articles de référence ou si vous connaissez des sites web de qualité traitant du thème abordé ici, merci de compléter l'article en donnant les références utiles à sa vérifiabilité et en les liant à la section « Notes et références ».
L'idiom neutral est une langue construite publiée en 1902 par l'Akademi Internasional de Lingu Universal (« Académie internationale pour une langue universelle ») et conçue par l'ingénieur russe Vladimir Karlovitch Rosenberger (Владимир Карлович Розенбергер), plus connu dans les pays occidentaux sous le nom de Waldemar Rosenberger (1848-1918).

## Histoire
L'idiom neutral est un schisme du volapük. En août 1887, au cours d'un congrès à Munich, les volapükistes avaient créé une académie internationale du volapük sous le nom de Kadem bevünetik volapüka.
Parmi les langues artificielles, le volapük était à cette époque la langue auxiliaire internationale qui avait le mieux réussi. Mais l'apparition de l'espéranto en 1887 lui porta un coup fatal. Une partie de ses partisans passa à l'espéranto ; d'autres entreprirent de réformer la langue de façon plus ou moins radicale. Du fait de l'attitude intransigeante de Johann Martin Schleyer, son créateur, divers schismes surgirent, divers « volapükides » dont la plupart devaient sombrer dans l'oubli : Nal Bino, Spelin et Language universelle en 1886, Balta, Bopal et Nuvo-Volapük en 1887, Spokil en 1890, Dil et Anti-Volapük en 1893, Veltparl en 1896 et Dilpok en 1898. Celui qui devait connaître le plus de succès est l'idiom neutral.
En 1892, le poste de directeur de l'Académie de Volapük revint à Rosenberger. Sous sa direction, l'Académie commença à apporter des changements considérables dans la grammaire et le vocabulaire du Volapük. Le vocabulaire fut presque entièrement remplacé par des mots qui ressemblaient davantage aux langues de l'Europe occidentale ; sur les nombreux points où la grammaire du Volapük s'écartait de celle des langues de l'Europe occidentale, ce furent celles-ci qu'on préféra imiter. De ces modifications il sortit finalement une langue entièrement nouvelle connue sous le nom d'idiom neutral, « la langue neutre ». Dans la foulée, on modifia en 1898 le nom de l'Académie qui devint « Akademi Internasional de Lingu Universal » et à partir de cette année, c'est dans la nouvelle langue que paraissaient les circulaires de l'Académie.
En 1902 et 1903, des dictionnaires d'idiom neutral furent publiés dans diverses langues européennes avec une courte grammaire. Rosenberger publia également dans cette langue un journal intitulé Progres.
Au début, la langue, parfois désignée sous le nom abrégé de neutral, reçut un accueil positif parmi les partisans d'une langue internationale. En 1907, elle fut l'un des projets qu'étudia un groupe d'érudits au cours d'une conférence à Paris qui se proposait de choisir une langue auxiliaire internationale ; mais le résultat final fut loin d'être concluant. On a prétendu que l'idiom neutral ne comptait pas « de linguistes reconnus parmi ses membres ». Cependant, Jespersen nous parle dans Men labore por un international lingue de « Monseur, profesore in comparativ linguistike in Bruxelles, kel venid com quasi representante de Rosenberger ».
En 1908, l'académie décida de retirer son soutien à l'idiom neutral et adopta à la place le latino sine flexione (également connu sous le nom d'« interlingua », à ne pas confondre avec l'interlingua de l'IALA), sorte de latin simplifié mis au point par le mathématicien italien Giuseppe Peano. Celui-ci devint le directeur de l'Académie qui fut rebaptisée Academia pro Interlingua. Ici se termina l'éphémère succès de l'idiom neutral. Il semble que la langue ait à peu près disparu aujourd'hui.
Diverses tentatives furent entreprises au cours des ans pour améliorer l'idiom neutral et lui insuffler une nouvelle vie. C'est ainsi qu'en 1907 en collaboration avec le linguiste russe Edgar de Wahl (futur créateur de l'Occidental), Rosenberger mit au point une version revue de la langue dans laquelle l'élément roman était encore plus fortement représenté, le reform-neutral (publié en 1912). En 1909, le sténographe Jules Meysmans lança l'idiom neutral modifiket et en 1912 le Luxembourgeois J.B. Pinth proposa son idiom neutral reformed.

## Une opinion de 1911
Dans l'article « Universal languages », l'Encyclopædia Britannica de 1911 offre un long développement sur l'idiom neutral qui est présenté comme la langue de l'avenir face à un espéranto sur le déclin, prévision qui ne s'est pas réalisée.

« Le rival le plus redoutable de l'espéranto est sans aucun doute l'idiom neutral (1902). Il s'agit de l'œuvre collective de l'Akademi internasional de Lingu universal, et dont le véritable auteur est M. Rosenberger, de Saint-Pétersbourg, directeur de l'Akademi. Cette académie avait au départ été instituée par les deux congrès volapükistes internationaux de 1887 et de 1889 : elle compte désormais parmi ses membres non seulement, et en grand nombre, d'anciens partisans du défunt volapük, mais aussi de nombreux ex-espérantistes. La caractéristique la plus remarquable de l'idiom neutral, c'est que son vocabulaire est délibérément et de façon cohérente fondé sur le principe du maximum d'internationalité des racines. Un examen systématique des vocabulaires des sept principales langues européennes, le français, l'anglais, l'allemand, l'espagnol, l'italien, le russe et le latin, a montré que le nombre de racines et de mots internationaux est beaucoup plus grand que ce que l'on avait supposé. Il en existe beaucoup, comme « apetit » et « tri » (trois), que l'on rencontre dans les sept, et c'est seulement de temps à autre qu'on a jugé nécessaire d'adopter un mot ou une racine qui se trouve dans moins de quatre d'entre elles. Le résultat est que, plutôt que ce mélange désagréable d'éléments romans choisis arbitrairement et de mots anglais et allemands qui rend inintelligible une grande partie du vocabulaire de l'espéranto pour les novices qui ne connaissent qu'une seule langue, l'idiom neutral propose un vocabulaire qui est pratiquement roman et latin. C'est ainsi qu'en idiom neutral, « ornit » (oiseau), et « diurn » (jour) se comprennent pratiquement tout seuls, même en dehors de tout contexte, alors qu'en espéranto « bird » et « tag » ne sont intelligible qu'à ceux qui savent l'anglais et l'allemand, et encore le premier est-il prononcé en espéranto à peu près comme « beard » en anglais, c'est-à-dire qu'il n'est intelligible pour les anglophones que quand ils le lisent et non quand ils l'entendent. Dans sa grammaire, l'idiom neutral est presque entièrement a posteriori sur une base romane, en suivant généralement le français, parfois d'une façon un peu servile et peu réfléchie, comme dans l'utilisation de « eske » comme particule interrogative, et de « leplu » comme marque du superlatif, bien qu'il n'y ait pas d'article en idiom neutral. Au total, il ne fait aucun doute que l'idiom neutral est la langue la plus simple qui ait jusqu'ici été élaborée, et la plus facilement compréhensible par tout Européen instruit ; ceux qui ont besoin de plusieurs jours pour apprendre à lire l'espéranto peuvent lire en idiom neutral après autant de minutes. »

— Encyclopaedia Britannica

## LeNotre Pèreen idiom neutral
Nostr Patr kel es in sieli,

ke votr nom es sanktifiked;

ke votr regina veni;

ke votr volu es fasied, kuale in siel, tale et su ter.

Dona sidiurne a noi nostr pan omnidiurnik,

e pardona a noi nostr debiti, kuale et noi pardon a nostr debtatori,

e no induka noi in tentasion, ma librifika noi da it mal.